# 北海道道92号斜里停车场线

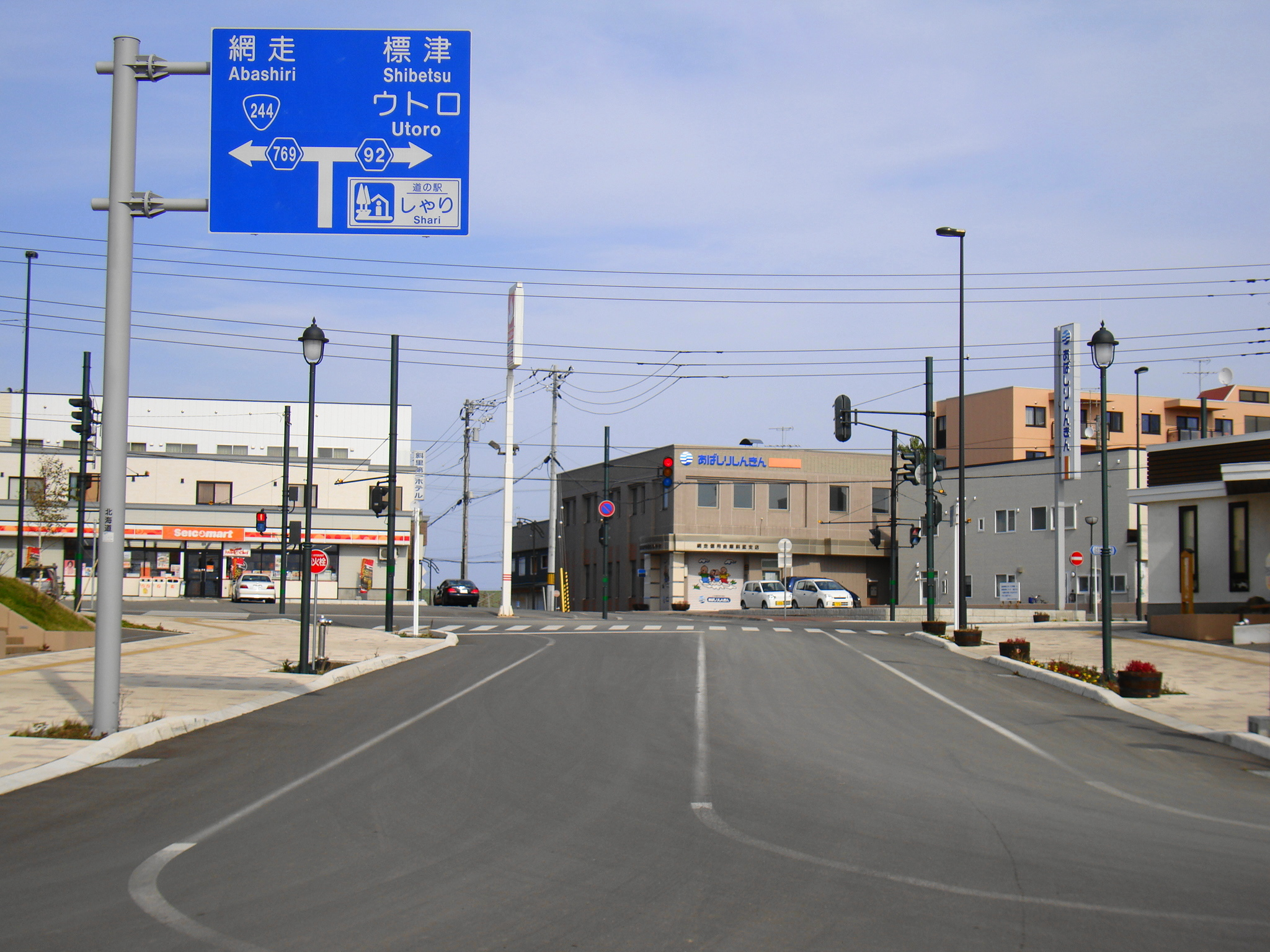
道路起点

北海道道92号斜里停车场线（日语：北海道道92号斜里停車場線）是一条位于北海道斜里郡斜里町内的主要道级道路（北海道道）。

## 路線数据
- 起点：北海道斜里郡斜里町港町（＝北海道道769号斜里停车场美咲线起点・JR知床斜里站）
- 終点：北海道斜里郡斜里町豐倉（＝国道244号・国道334号交点）
- 总長：2.0千米

## 经过的自治体
- 鄂霍次克综合振兴局
  - 斜里郡斜里町

## 主要连接道路
- 斜里町
  - 北海道道769号斜里停车场美咲线
  - 国道244号
  - 国道334号

## 历史
- 1976年8月31日 路線勘定（路線编号为891）。
- 1994年10月1日 路線编号变更。

## 道之驿
- 道之驿斜里